# Shut Up and Dance (Sophie and the Giants)
Shut Up and Dance è un singolo della cantante britannica Sophie and the Giants, pubblicato il 10 maggio 2024.

## Descrizione
A proposito di questo brano, scritto da Sophie Scott, Toby Scott, Paul Harris, e Neil Ormandy, la cantante ha dichiarato:
(Sophie Scott)

## Tracce
Testi e musiche di Sophie Scott, Toby Scott, Paul Harris e Neil Ormandy.
1. Shut Up and Dance – 2:57

## Classifiche

### Classifiche settimanali
| Classifica (2024) | Posizione massima |
| ----------------- | ----------------- |
| Bielorussia       | 2                 |
| Kazakistan        | 6                 |
| Moldavia          | 56                |
| Russia            | 3                 |

### Classifiche di fine anno
| Classifica (2024) | Posizione |
| ----------------- | --------- |
| Bielorussia       | 30        |
| Kazakistan        | 93        |